# Rache auf Texanisch
Rache auf Texanisch ist eine im Jahr 2022 erschienene schwarze Komödie von B. J. Novak.

## Handlung
Der New Yorker Radiomoderator und Podcaster Ben Manalowitz erhält eines Abends einen Anruf von einem Fremden, Ty Shaw, der ihm mitteilt, dass eine Freundin namens Abilene „Abby“ Shaw offenbar an einer Überdosis Drogen gestorben ist. Tatsächlich war Abby eine von Bens vielen lockeren Liebesbeziehungen, an die er sich kaum erinnert. Auf Drängen von Ty fliegt Ben nach Texas, um an der Beerdigung teilzunehmen. Er trifft dort Abbys Familie – den Bruder Ty, die Mutter Sharon, die Schwestern Paris und Kansas City, den jüngeren Bruder Mason (genannt „El Stupido“) und Oma Carole. Er versucht nun vor Ort, die unklaren Umstände von Abbys Tod herauszufinden.

## Produktion und Veröffentlichung
Die Dreharbeiten begannen im März 2020 in Albuquerque (New Mexico), wurden jedoch wegen der COVID-19-Pandemie in den USA unterbrochen.
An der Filmproduktion beteiligt war unter anderem das Filmstudio Blumhouse Productions. Focus Features sicherte sich die Verleihrechte.
Rache auf Texanisch feierte am 12. Juni 2022 beim Tribeca Film Festival Premiere. Die Veröffentlichung war am 29. Juli 2022. In Deutschland kam der Film am 19. Januar 2023 in die Kinos.